# Condado de Elliott
El condado de Elliot (en inglés: Elliot County) es un condado en el estado estadounidense de Kentucky. En el censo de 2000 el condado tenía una población de 6.748 habitantes. La sede de condado es Sandy Hook. El condado fue formado el 1 de abril de 1869 a partir de porciones de los condados de Carter, Lawrence y Morgan. Fue nombrado en honor a John Milton Elliott, un representante de Kentucky.

## Geografía

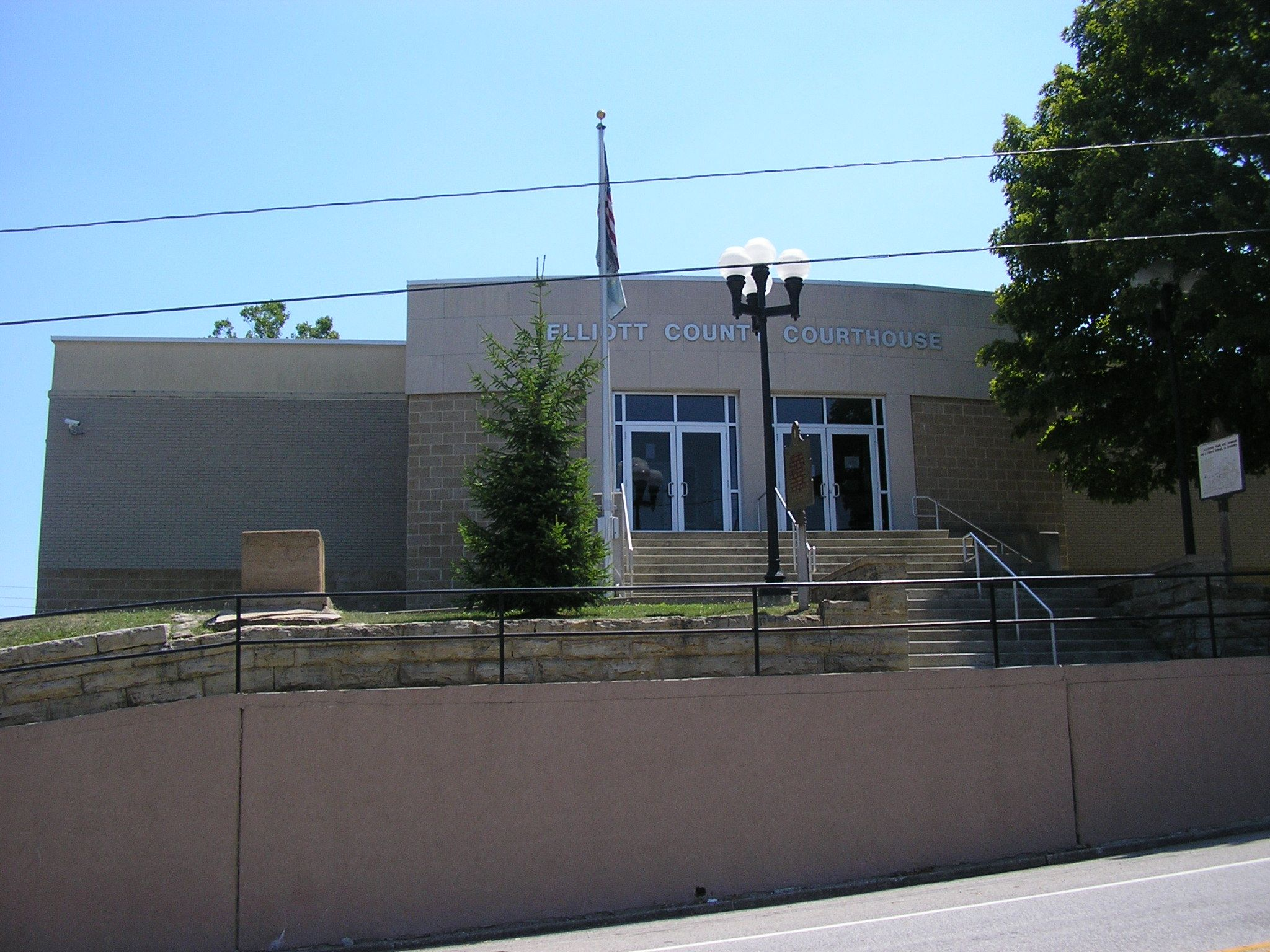
Juzgado del condado de Elliott en Sandy Hook.

Según la Oficina del Censo, el condado tiene un área total de 609 km² (235 sq mi), de la cual 606 km² (234 sq mi) es tierra y 3 km² (1 sq mi) (0,53%) es agua.

### Condados adyacentes
- Condado de Carter (norte)
- Condado de Lawrence (este)
- Condado de Morgan (sur)
- Condado de Rowan (oeste)

## Demografía
En el  censo de 2000, hubo 6.748 personas, 2.638 hogares y 1.925 familias residiendo en el condado. La densidad poblacional era de 29 personas por milla cuadrada (11/km²). En el 2000 había 3.107 unidades unifamiliares en una densidad de 13 por milla cuadrada (5/km²). La demografía del condado era de 99,04% blancos, 0,03% afroamericanos, 0,07% amerindios, 0,01% isleños del Pacífico, 0,01% de otras razas y 0,83% de dos o más razas. 0,59% de la población era de origen hispano o latino de cualquier raza. 
La renta promedio para un hogar del condado era de $21.014 y el ingreso promedio para una familia era de $27.125. En 2000 los hombres tenían un ingreso medio de $29.593 versus $20.339 para las mujeres. La renta per cápita para el condado era de $12.067 y el 25,90% de la población estaba bajo el umbral de pobreza nacional.

## Ciudades y pueblos
| - Bruin - Culver - Gimlet | - Isonville - Little Sandy - Lytten | - Newfoundland - Sandy Hook - Stephens |